# ミンガラー・アビエーション
ミンガラー・アビエーション (英語: Mingalar Aviation Services, ビルマ語: မင်္ဂလာ လေကြောင်းပို့ဆောင်ရေးလုပ်ငန်း) は、ミャンマーの航空会社である。かつてはエア KBZ (エア・カンボーザ、英語: AIR KBZ, ビルマ語: အဲကေဘီဇက်) として運航していた。

## 概要
2010年6月、en:Kanbawza Bankの出資により設立された。ミャンマー国内線においてはミャンマー・ナショナル航空に次いで、第2位となる規模である。同じカンボーザ・グループであるミャンマー国際航空とコードシェア提携をしている。
2024年1月6日、「ミンガラー・アビエーション」へと名称を変更した。

## 機材

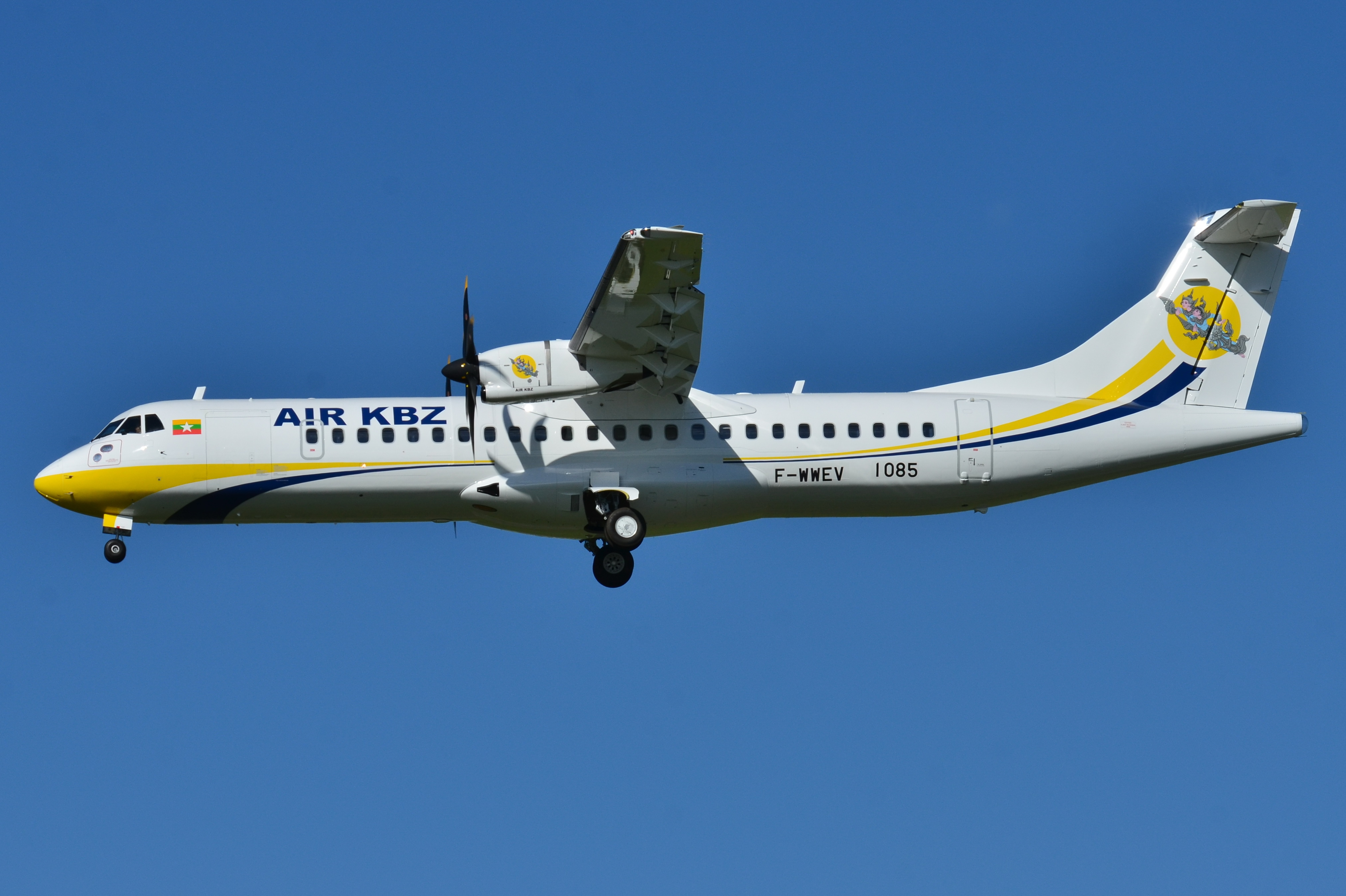
ATR 72型機

- ATR 72 : 3機

2024年6月現在

## 就航地
- ヤンゴン
- ダウェイ
- ヘホ（英語版）
- ホマリン（英語版）
- カレーミョ（英語版）
- チャイントン（英語版）
- チャウピュー
- ラーショー（英語版）
- マンダレー
- ミェイク
- ミッチーナー（英語版）
- ネピドー
- ニャウンウー（英語版）
- プータオ（英語版）
- シットウェ（英語版）
- タチレク（英語版）
- サンドウェ（英語版）

2024年6月現在